# 최우선 (트로트 가수)
최우선(1973년 ~ )은 대한민국의 가수다. 2020년 싱글 《최우선》으로 데뷔했다.

## 방송
- 쇼퀸 (2023) - Top16(11위)

## 음반
- 최우선 (2020)
- 쇼퀸 1라운드 PART 1 (2023)
- 쇼퀸 3라운드 PART 2 (2023)
- 쇼퀸 4라운드 (2023)

### 쇼퀸행 특급열차
- 쇼퀸 2라운드 PART 1 (2023)